# Val Brembana
Val Brembana (lombardsky: Al Brembàna) je údolí v Lombardii v severní Itálii. Název dostalo podle řeky, která ho protíná, Brembo.

## Geografie

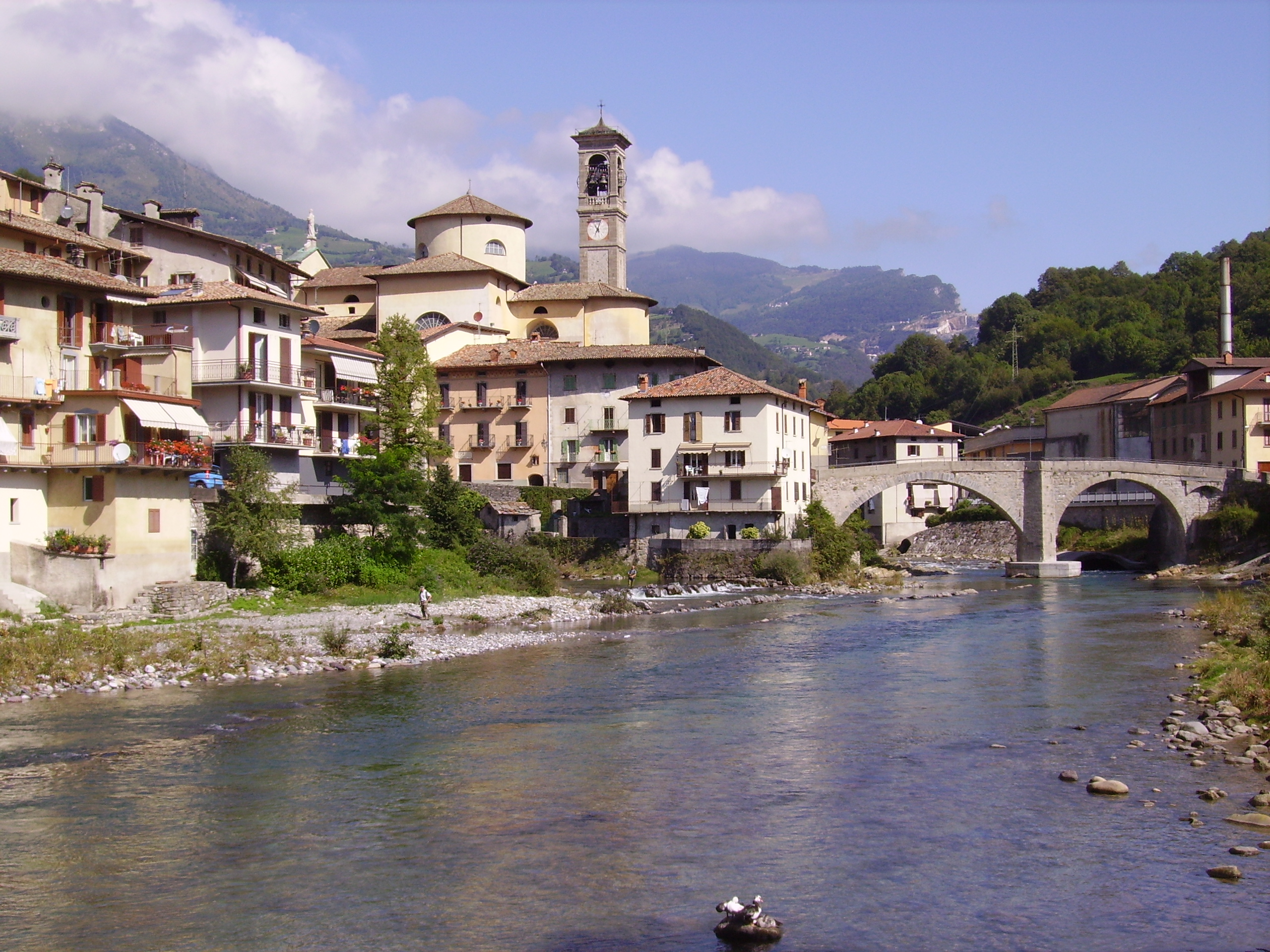
Řeka Brembo v San Giovanni Bianco

Bergamské Alpy tvoří severní hranice údolí, zejména vrcholy Tre Signori a Diavolo di Tenda, zatímco na jihu leží rovinaté Bergamo. Na východě hraničí s Valle Seriana a na západě s Valle Imagna.
Hlavním centrem údolí je San Pellegrino Terme. Val Brembana je také místem masakru Simona Pianettiho.

## Silnice
Hlavní silnicí je silnice SS470, kterou spravuje ANAS. Údolí je také průsmykem San Marco spojeno s údolím Valtellina.

## Lyžařské areály
V údolí Val Brembana jsou lyžařské areály Foppolo, Valtorta a Piazzatorre.

## Kuchyně

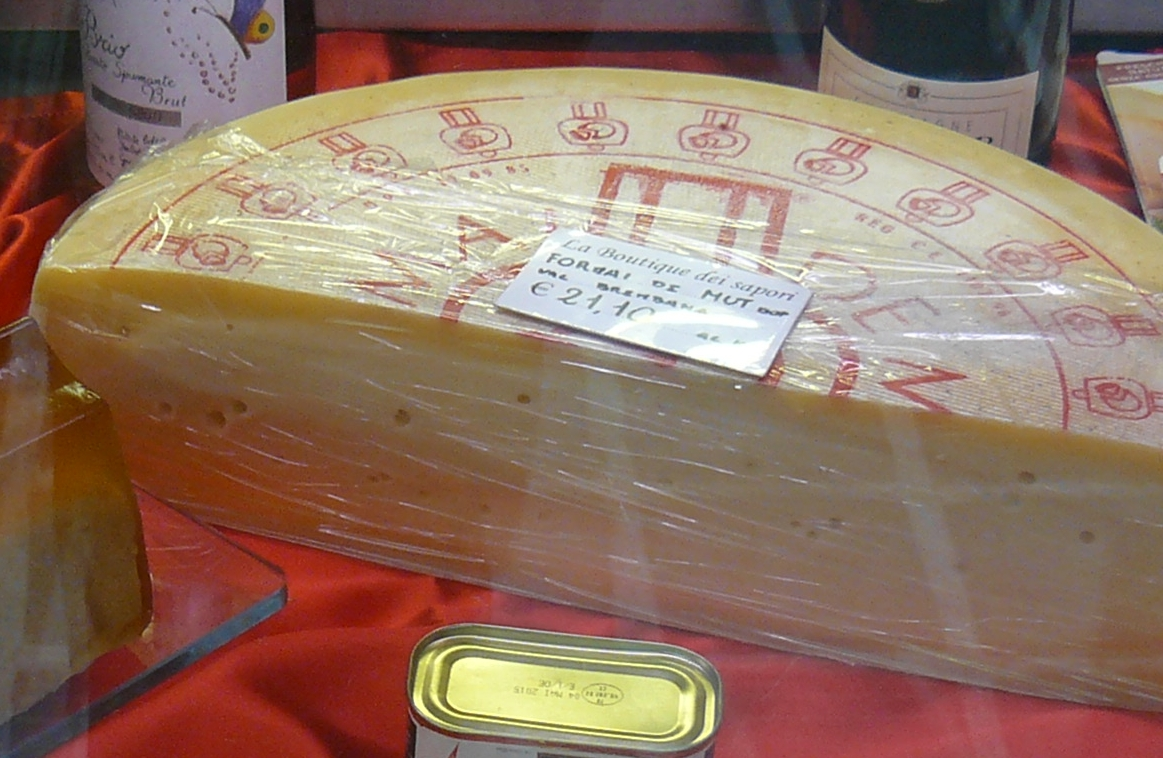
Formai de Mut dell'Alta Valle Brembana

Formai de Mut dell'Alta Valle Brembana je sýr s chráněným označením původu, který se připravuje v Alta Valle Brembaně. Vyrábí se ve „velmi omezeném množství“ a jen zřídka se vyskytuje mimo Lombardii.